# Каллом, Шелби Мур
Шелби Мур Каллом (англ. Shelby Moore Cullom; 22 ноября 1829 — 28 января 1914) — американский политик-республиканец, 17-й губернатор Иллинойса, представлял в Палате представителей 8-й избирательный округ своего штата, а также заседал в Сенате.

## Биография
Каллом родился 22 ноября 1829 года в Монтиселло, Кентукки. В 1853 году переехал в Спрингфилд, Иллинойс. Получив там образование, в 1855 Каллом начал адвокатскую практику вместе с Чарльзом Зейном. Вскоре был избран городским прокурором.
В 1856 и 1860—1861 был членом Палаты представителей Иллинойса, где в 1861 году был спикером.
В 1864 году был избран в Палату представителей США.
В 1873 году Каллом вернулся Палату представителей Иллинойса (до 1874). В том же году был спикером.
В 1876 баллотировался на пост губернатора Иллинойса. Выборы оказались для него победными. В 1882 был избран в Сенат США, и поэтому в 1883 ушёл в отставку с поста губернатора. Переизбирался в 1888, 1894, 1900 и 1906. С 1901 по 1911 был председателем сенатского комитета по международным отношениям. 1 марта 1913 года покинул кресло сенатора.
Как сенатор поддерживал Закон 1887 года о Межгосударственной торговле. В 1898 году голосовал за аннексию Гавайев. Вскоре президент Уильям Мак-Кинли назначил его членом комиссии, которой поручено разработать свод законов новообразованной территории Гавайи.
Шелби Мур Каллом умер 28 января 1914 года в Вашингтоне. Похоронен на кладбище Ок-Ридж в Спрингфилде. Каллом был близким другом и партнёром Джейкоба и Джона Банна, промышленников из Иллинойса.

## Память
В его честь названа деревня в округе Ливингстон, Иллинойс.